# Джипи
Джипи (сербохорв. Ђипи / Đipi) — село в общине Вишеград Республики Сербской Боснии и Герцеговины. В настоящее время село необитаемо.